# دست‌های آلوده (نمایش‌نامه)
دست‌های آلوده (به فرانسوی: Les Mains sales) نام نمایشنامه‌ای است اثر ژان پل سارتر، نویسندهٔ ادبیات متعهد فرانسه، که در سال ۱۹۴۸ منتشر شده‌است. این نمایشنامه در دوم آوریل همان سال در تئاتر آنتوان پاریس (به فرانسوی: Théâtre Antoine-Simone Berriau)، به کارگردانی پیتر والدو (به انگلیسی: Peter Waldo) و همکاری ژان کوکتو و همچنین بازی فرانسوا پریر (به فرانسوی: François Périer) و آندره لوگو (به فرانسوی: André Luguet) بر روی صحنه رفته‌است.

## درون‌مایه
داستان این نمایشنامهٔ هفت‌پرده‌ای در سال ۱۹۴۵ رخ می‌دهد. البته غیر از پردهٔ اول و هفتم، باقی ماجرا بازگشت به گذشته (خاطرات اوگو) است به دو سال قبل‌تر یعنی ۱۹۴۳، زمانی که مسایل درونی حزب کمونیست فرانسه دست‌مایهٔ اصلی این نمایشنامه می‌گردد. همچنین، از دیگر موضوعاتی که به صورت نمادین در داستان مطرح شده است مسئلهٔ اتحاد حزب کمونیست فرانسه طی جنگ جهانی دوم با احزاب لیبرال و سلطنت‌طلب است.
ماجرای داستان در منطقه ایلیریا، که در نمایشنامه به صورت یک «کشور» در نظر گرفته شده است، می‌گذرد.

## شخصیت‌های داستان
- اوگو برین (به فرانسوی: Hugo Barine) - جوانی بیست و یک ساله، روشنفکر و بورژوا که با نام مستعار راسکولنیکوف (شخصیت اصلی داستان جنایت و مکافات نوشته داستایوفسکی) عضو شاخه کمونیست حزب شده‌است.
- ژسیکا (به فرانسوی: Jessica) - همسر نوزده‌ساله اوگو، که به گفته خودش به دور از سیاست و برای «گذاشتن گل سرخ در گلدان‌ها» تربیت شده‌است.
- اِدره (به فرانسوی: Hoederer): عضو سابق مجلس «ایلیریا» و از رهبران حزب سوسیالیست پروتاریان
- اولگا (به فرانسوی: Olga) - از اعضای شاخه کمونیست حزب و از معدود دوستان اوگو
- لویی (به فرانسوی: Louis) - یکی دیگر از رهبران حزب سوسیالیت پروتاریان
- کارسکی (به فرانسوی: Karsky) - رهبر حزب «پنتاگون» که لیبرال‌ها و ملی‌گرایان را در برمی‌گیرد و علیه دولت فاشیست نایب‌السلطنه در ایلیریا می‌جنگد.
- شاهزاده - فرزند نایب‌السلطنه و نماینده او در مذاکرات
- اسلیک، جرج، لیون (به فرانسوی: Slick، Georges، Leon) - محافظان ادره
- شارل، فرانتس (به فرانسوی: Charles، Frantz) - آدم‌کشان حزب که برای کشتن اوگو فرستاده شده‌اند
- ایوان (به فرانسوی: Ivan) - یک خرابکار کمونیست

## تحلیل
سارتر در این نمایشنامه مارکسیسم ایدئال خود را ترسیم می‌کند؛ مارکسیسمی که به نظر وی بدون تفکر اگزیستانسیالیسم ناقص و ناکارآمد خواهد بود. اوگو معرف این تفکر در داستان می‌باشد. اودره هم در داستان معرف ماتریالیسم عملگرا می‌باشد که به مارکسیسمی منتهی می‌گردد که در جامعه قابل اجراست و با نوع خالص آن تفاوت دارد. سارتر این دو شخصیت ناهمگون را در داستان می‌گنجاند تا از طریق آن‌ها به یک میانه روی برسد، به یک فلسفهٔ سیاسی که انسانیت و احساس مسئولیت اوگو را با اجتناب از خطر و توانایی «نه» گفتن اودره پیوند می‌دهد.